# Palácio da Justiça (Niterói)
Palácio da Justiça é um edifício histórico localizado no Centro do município de Niterói, no estado do Rio de Janeiro, no Brasil. Foi inaugurado em 1919 para abrigar o Tribunal da Relação do antigo Estado do Rio de Janeiro. Está ligado à urbanização da Praça Dom Pedro II, atual Praça da República, e à edificação de um conjunto de prédios públicos no seu entorno. Atualmente, abriga o tribunal do júri da Comarca de Niterói e o Centro de Memória Judiciária de Niterói.

## Arquitetura
O edifício, em estilo eclético de tendência classicizante, com forte predominância do Renascimento italiano em sua fachada principal, destinava-se também ao Fórum da Comarca de Niterói, e foi utilizado para a realização de sessões do júri local.

## História

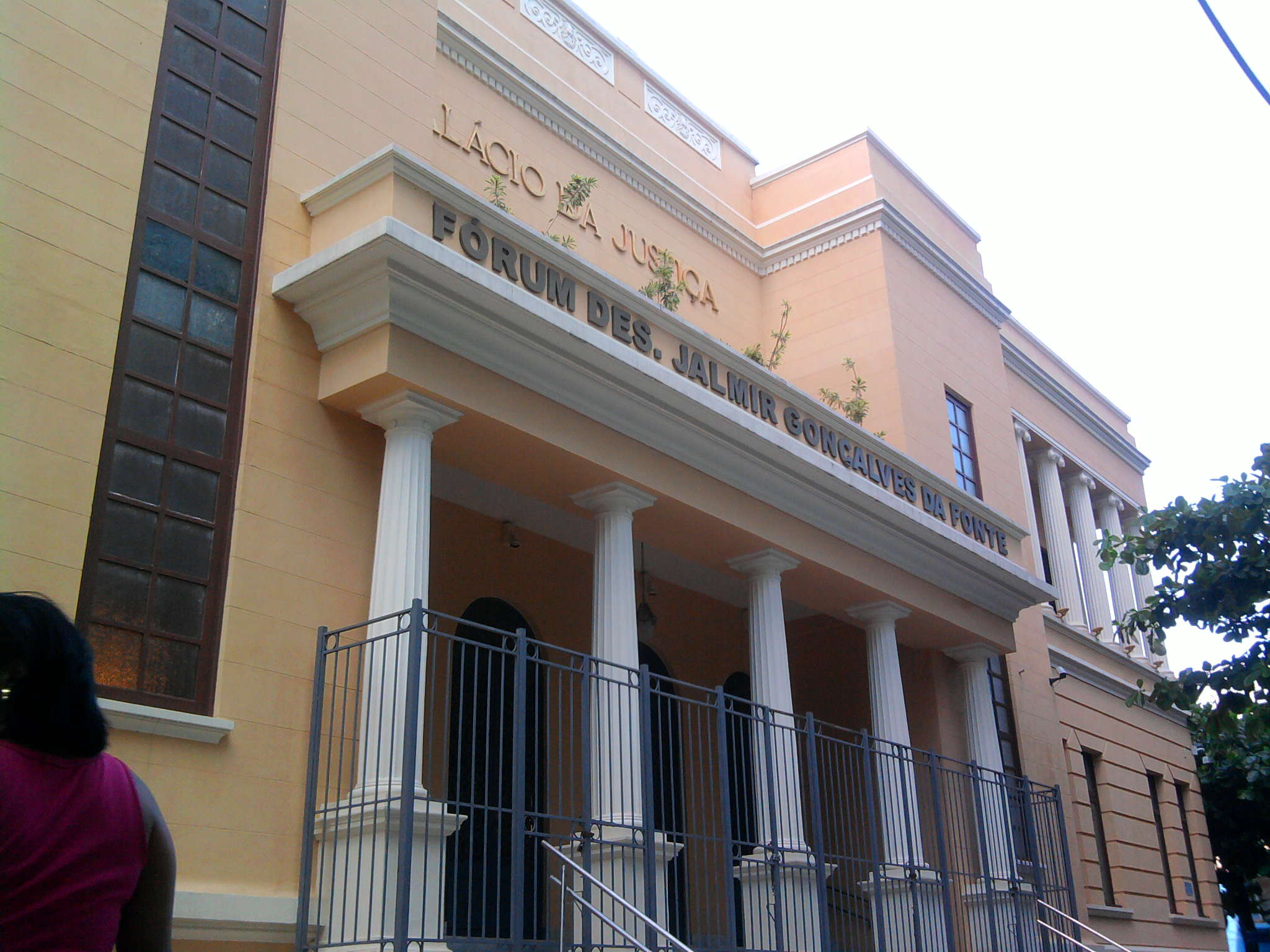
Os fundos do palácio.

O início das obras ocorreu durante o governo de Francisco Chaves de Oliveira Botelho, que, em 1913, encarregou o arquiteto francês Emile Dupuy Tessain da elaboração dos projetos referentes a esses prédios, um dos quais seria o Palácio da Justiça, compondo o centro cívico da capital do estado do Rio de Janeiro, Niterói, a chamada Praça da República. Para executá-los, foi contratado, no ano seguinte, o arquiteto Heitor de Melo, ficando Emile Tessain responsável pela direção e fiscalização das obras, mas a eclosão da Primeira Guerra Mundial o fez retornar à França, sendo substituído na função pelo arquiteto Pietro Campofiorito. O início do governo de Nilo Peçanha constituiu um período de conturbação política, ocasionando a paralisação das obras, mas o seu sucessor, Agnello Geraque Collet, deu prioridade à construção do Palácio da Justiça, finalizada em 1919. Ainda na gestão de Feliciano Sodré, foi inaugurado o Palácio da Justiça, na Praça da República.

### Atualmente

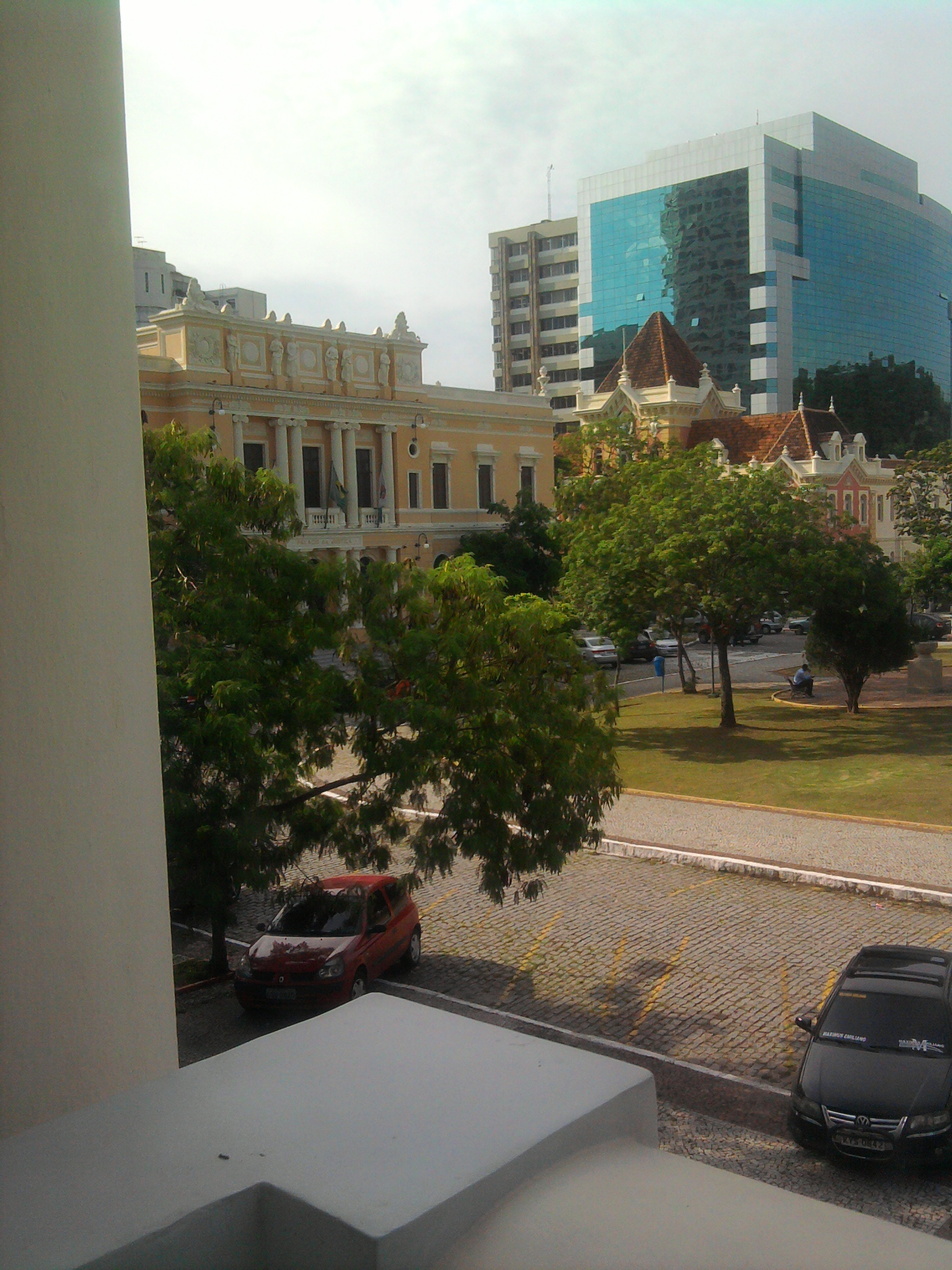
Palácio da Justiça, a antiga Chefatura de Polícia (atual 76ª Delegacia de Polícia) e o novo Fórum de Niterói.

O Palácio, tombado definitivamente em 1983 pelo Instituto Estadual do Patrimônio Cultural (INEPAC), abrigou, durante longo tempo, o Fórum da Comarca de Niterói, a Biblioteca Regional do Tribunal de Justiça e o Centro da Memória Judiciária de Niterói, que integrava o Museu da Justiça do Estado do Rio de Janeiro. Atualmente, abriga a Biblioteca Regional, o Centro da Memória, acima citados, e a Associação de Magistrados do Estado do Rio de Janeiro (AMAERJ-Niterói), e preserva, ainda, o plenário original.